# Auguste de Berne-Lagarde
Auguste de Berne-Lagarde est un homme politique français né le 15 novembre 1850 à Albi (Tarn) et décédé le 1er janvier 1931 à Albi.
Avocat, il devient notaire de 1885 à 1906. Maire d'Albi de 1892 à 1897, conseiller général et député du Tarn de 1893 à 1898, siégeant chez les Républicains progressistes.

## Sources
- « Auguste de Berne-Lagarde », dans le Dictionnaire des parlementaires français (1889-1940), sous la direction de Jean Jolly, PUF, 1960 [détail de l’édition]